# Jeu sérieux
Ne doit pas être confondu avec Jeu pédagogique ou Jeu éducatif.

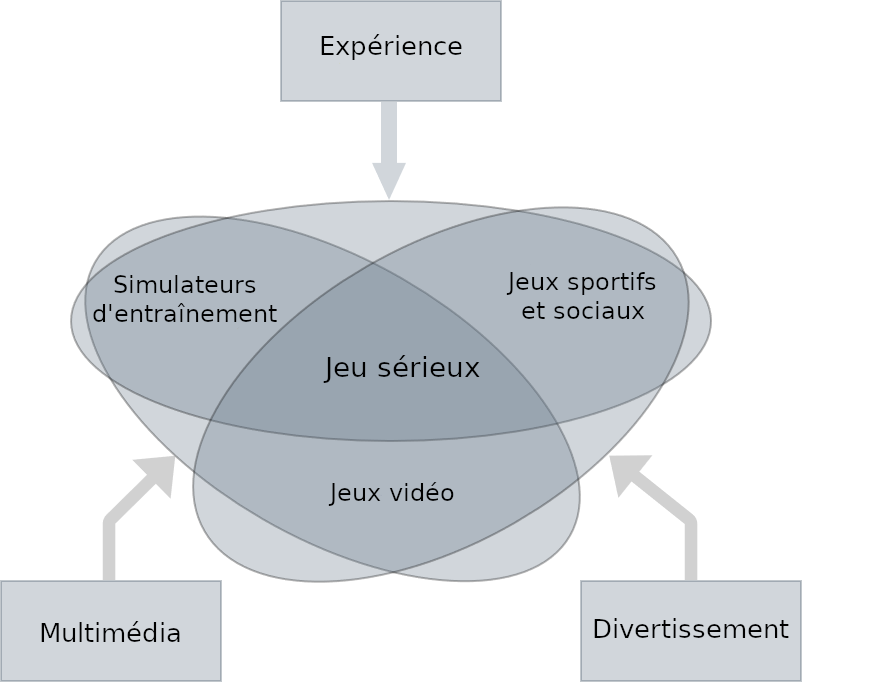
Visualisation de la définition des serious games.

Un jeu sérieux (de l’anglais serious game : serious, « sérieux » et game, « jeu ») est une activité qui combine une intention « sérieuse » — de type pédagogique, informative, communicationnelle, marketing, idéologique ou d’entraînement — avec des ressorts ludiques. De manière synthétique, un jeu sérieux englobe tous les jeux de société, jeux de rôle et jeux vidéo qui s'écartent du seul divertissement.
La vocation d’un jeu sérieux est donc de rendre attrayante la dimension sérieuse par une forme, une interactivité, des règles et éventuellement des objectifs ludiques. Selon les universitaires Julian Alvarez et Olivier Rampnoux on peut distinguer cinq types de jeux sérieux : les advergaming (jeux publicitaires), les edutainment (à vocation éducative), les edumarket games (utilisés pour la communication d'entreprise), les jeux engagés (ou détournés) et les jeux d’entraînement et de simulation.
Il existe de multiples jeux sérieux, selon les disciplines. Apparus dans la fin du XVIIIe siècle, ce type de jeux touchait majoritairement la simulation militaire (jeu de guerre). Les jeux sérieux ont ensuite été utilisés par les entreprises pour former les employés. Le marché du jeu sérieux est important et les différents secteurs touchés ne cessent de progresser. Le terme « serious game » regroupe à ce jour[Quand ?] différents types de jeux.

## Histoire du jeu sérieux
Dès le XVe siècle, avec le mouvement humaniste en Italie, on recense l'oxymore « Serio Ludere ». Ce terme renvoie à l'idée de traiter d'un sujet « sérieux » avec une approche « amusante ». Cela se retrouve ainsi dans le style littéraire où un ton léger et humoristique peut dénoncer des problèmes de société par exemple. En France, Rabelais est un humaniste qui fait notamment usage du Serio Ludere.
Vers la fin du XVIIIe siècle et le début du XIXe siècle, l'amirauté britannique et l'armée prussienne s'intéressent sérieusement à l'emploi de simulation ludique pour développer de nouvelles tactiques et former leurs futurs cadres : ainsi en 1820, la Prusse va adopter le Kriegsspiel, le « jeu de guerre » en français, comme outil de formation de ses officiers. Jusqu'au développement de l'informatique, le jeu de guerre sera le principal jeu sérieux employé par la quasi-totalité des armées du monde.
Pour trouver le concept moderne du jeu sérieux, il faut attendre les années 1970, avec l'œuvre du chercheur américain Clark Abt intitulé Serious Games. Dans ses écrits, il voit dans le jeu de société, le jeu de plein air, le jeu de rôle et le jeu sur ordinateur (très peu développé à cette époque), des supports pour diffuser des messages éducatifs, politiques, marketing, etc. L’intérêt de ce chercheur pour tous les types de jeux sérieux provient certainement de sa participation au développement de TEMPER, l'un des premiers jeux de guerre informatisés destiné à prendre en compte le contexte de la guerre froide.
Finalement, l'approche actuelle du jeu sérieux date de 2002 et démarre avec America's Army. Ce titre est représentatif de l'ensemble des fonctionnalités que l'on peut associer à un jeu sérieux :
1. diffuser un message ;
2. dispenser un entraînement ;
3. permettre l'échange de connaissances.

Cependant, on recense des applications vidéoludiques qui associent de telles fonctions utilitaires bien avant cette date, par exemple : The Oregon Trail (1973), Pepsi Invaders (1983), Where in the World is Carmen Sandiego? (1985)… Il s'agit ici de quelques exemples, mais l'histoire vidéoludique regorge de telles applications que l'on désigne par le vocable « retro serious games » par analogie au mouvement du retrogaming. Les travaux des universitaires Julian Alvarez et Damien Djaouti datent le premier opus de cette catégorie à 1952 avec Oxo qui servait à illustrer une thèse sur les interfaces homme-machine,.
Si le jeu sérieux est très axé sur l'objet jeu vidéo, Kevin Corti plaide depuis 2007 pour une vision plus large de sa définition. Ce dernier estime en effet que le terme doit référer à la vision dégagée par Clark Abt qui ne se limitait pas au seul registre du jeu sur ordinateur. Le terme de « jeu sérieux » pourrait donc dans les années à venir englober à nouveau dans sa définition les jeux qui ne sont pas nécessairement en lien avec des supports électroniques et informatiques (par exemple l'utilisation d'un escape game pour apprendre la médecine d'urgence). Un groupe de chercheurs de l'Université de Lorraine proposait en 2016 une réflexion sur les Correspondances et contrastes entre jeux traditionnels et jeux numériques à l'issue d'une réflexion internationale sur le jeu.

## Définitions et classification des jeux sérieux
La définition du jeu sérieux a été formulée en 2006 par Julian Alvarez et Olivier Rampnoux.
La même année, des travaux universitaires ont proposé de classer les jeux sérieux en cinq grandes catégories,:
1. jeux publicitaires ;
2. ludo-éducatifs ;
3. Edumarket games ;
4. jeux engagés ;
5. jeux d’entraînement et simulation.

Entre 2008 et 2012, l'équipe de ludoscience.com, notamment composée de Julian Alvarez, Damien Djaouti et Olivier Rampnoux, ont mis en place une base de données permettant la classification des serious game selon trois axes de réflexion : intention, le marché et le public. Ici, l'intention se définit comme étant l'objectif du jeu, c'est-à-dire si ce dernier souhaite diffuser un message informatif, éducatif, à visée marketing, dispenser un entrainement, raconter une histoire ou encore diffuser un message subjectif. Le marché correspond quant à lui à la thématique et au contexte auxquels se réfère le jeu : domaine militaire, l'écologie, la santé, le gouvernement, etc. Enfin, le public correspond à la population visée par le serious game. Ainsi, l'on peut diviser le public par catégorie d'âge ou par statut professionnel. Bien que non pris en compte dans cette classification, nous pouvons noter que certains serious game se réfèrent uniquement à un public géolocalisé. Ainsi, en 2012, la ville d'Amiens lança une concertation publique pour la création d'une nouvelle piscine sous forme de serious game. Malgré cette concertation sous forme de jeu sérieux, en 2014, le chantier de la piscine n'était toujours lancé.

## Évolution de l'offre
La typologie des jeux vidéo qui proposent des fonctions utilitaires est assez riche. On recense notamment :
- des jeux publicitaires ;
- des jeux ludo-éducatifs[17] ;
- des jeux créatifs ;
- des exerciseurs, qui dispensent des exercices, notamment interactifs dans le cadre des enseignements scolaires, comme Mathenpoche (Sésamath) ou Afterclasse.fr développé par Lelivrescolaire.fr[18] ;
- des datagames, basés sur des banques de données ;
- des jeux militaires ;
- des jeux écologiques ; avec par exemple Mundito
- des jeux économiques ;
- des jeux à visée informative ;
- des edumarket games ou jeux marketo-éducatifs, qui combinent des messages éducatifs ou informatifs avec du marketing
- des simulateurs.

Cette liste n'est pas exhaustive et continue de s'enrichir au fil du temps. En effet, les jeux sérieux peuvent en théorie être utilisés dans tous les domaines qui s'écartent du seul divertissement. Le champ est large :
- la guerre, avec par exemple War in the Pacific[19] ;
- la défense, avec par exemple America's Army ;
- la santé, avec par exemple X-TORP, développé en partenariat avec le CHU de Nice : il est destiné aux personnes diagnostiquées en début de maladie d’Alzheimer ou pathologies assimilées[20] ;
- le marché de l’emploi, avec par exemple Technocity[21] ;
- la formation professionnelle, avec par exemple Ehpad'Panic, développé en partenariat avec l’EHPAD et la mairie d’Échirolles : c'est un outil de formation à distance pour le personnel des EHPAD (Établissement d'hébergement pour personnes âgées dépendantes) ou encore Mission Offi'sim [22]développé par l'IDEFI REMIS et l'Université de Lorraine pour la formation des étudiants en pharmacie (1er prix des MEDEA Awards 2018[23]).
- l’écologie et le développement durable, avec par exemple Ecoville : développé en partenariat avec l'association HESPUL : il propose d'appréhender les défis et solutions en matière de développement durable dans un environnement urbain, il est recommandé par l'ADEME[24] ;
- la politique, avec par exemple September the 12th[25] ;
- l’humanitaire, avec par exemple Food Force et Darfur is Dying ;
- la publicité ;
- la religion ;
- l’art,
- le patrimoine ;
- la conduite de véhicules et d'engins professionnels (permis B, CACES…).

## Serious GameetSerious Gaming
Il peut être objecté que n'importe quel jeu vidéo est à même d'apporter une fonction utilitaire. Avec un titre comme SimCity, il est possible d'enseigner la gestion d'une ville dans les classes par exemple. Est-ce que SimCity est pour autant un Serious Game ? Non, pour une raison simple : à l'origine, lorsque son créateur Will Wright conçoit le titre, il vise le marché du divertissement ; ce sont des personnes tierces, des enseignants en l'occurrence, qui font de SimCity un support pour illustrer leurs cours. Il s'agit cependant d'un détournement de l'usage initial. Ainsi, on identifie ici une différence forte entre un jeu vidéo et un Serious Game : ce dernier est conçu dès le départ pour remplir une fonction sérieuse contrairement aux jeux vidéo qui visent quant à eux le simple divertissement. Le fait d'associer a posteriori une fonction utilitaire à un jeu vidéo est désigné par le vocable Serious Gaming.

## Les principaux segments de marché duSerious Game
Les principaux segments de marché du Serious Game sont à ce jour[Quand ?] :

### Ludo-éducatifs (ouEdugames)
Ces jeux sérieux ont une vocation éducative.
Ils peuvent concerner l'éducation scolaire classique (comme Classcraft ou Sesam Ouvre Toi), ou entrer dans le cadre de campagnes de prévention.

### Jeux santé
Les jeux sérieux sur le thème de la santé ont pour but de sensibiliser la population à un sujet sensible, leur bien-être. Ces jeux s'adressent généralement aux patients touchés par une maladie (rare ou non) et à leurs proches. Ces jeux ont pour mission de préparer en amont le patient aux examens médicaux qu'il pourrait subir. De même, les proches d'un malade peuvent jouer pour comprendre les causes et effets d'une maladie. Les principaux effets sont d'informer, de rassurer le patient et de dédramatiser la maladie.
Certains jeux ont aussi pour vocation de former le personnel soignant ou de sensibiliser les populations aux risques liés à certaines pratiques telles que l'alcoolisation excessive, les maladies nosocomiales ou les medicaments sans ordonnance.

### Jeux pour l'innovation
Ce type de jeux a pour objectif de faciliter l'innovation et la créativité. Les outils utilisés sont souvent visuels et dérivés des méthodes de créativité, comme TRIZ, le design thinking, les Innovation Games ou le Gamestorming. Les domaines d'application de ces jeux d'innovation sont très variés, du développement économique au développement durable, de la stratégie d'organisation à l'amélioration continue…

### Jeux engagés (ouPolitical games)
L’objectif de cette catégorie de jeux sérieux est de détourner soit :
- les règles classiques des jeux vidéo. Par exemple en privant le joueur de la possibilité de gagner un jour (September the 12th), ou encore en lui demandant de perdre pour gagner (AntiWar Game)…
- les graphismes de titres connus : par exemple Anne-Marie Schleiner, Brody Condon et Joan Leandre proposent aux joueurs d’apposer des patchs graphiques de propagandes pacifistes (Velvet-Strike) au sein du jeu de tir à la première personne Counter-Strike ;
- à la fois les règles et les graphismes : appelés « mods » (abréviation de « modifications »), ces patches modifient en profondeur des jeux connus. Comme le mod Escape from Woomera qui transforme le jeu de tir Half-Life en un camp de réfugiés réellement situé en Australie, pour dénoncer l’existence de ce camp.

Les jeux engagés ont souvent pour vocation de dénoncer de façon directe des problèmes d’ordre politique ou géopolitique. Gonzalo Frasca, chercheur au Center for Computer Game Research de l’université de Technologie de l’information (IT) de Copenhague (Danemark) est un expert reconnu dans ce domaine. L’une de ses réalisations, September the 12th, par exemple, dénonce l’utilisation de la violence pour tenter d’endiguer le terrorisme.
Il existe également des jeux engagés entièrement conçus pour défendre une cause ou dénoncer des abus. Le collectif italien Molle Industria a par exemple fait la une des journaux grâce à son « Mac Donald Videogame » ou le joueur se retrouve à la tête de la firme de fast-food et peut entre autres actions semer des OGM, nourrir les vaches avec des déchets industriels, corrompre des politiciens, et gérer à la dure ses restaurants. Autre jeu controversé, Operation Pedopriest installe le joueur à la tête du Vatican et propose de camoufler les actions de prêtres pédophiles afin qu’ils ne se fassent pas arrêter par la police. Il est ainsi possible d’intimider les témoins de scènes de viols afin que les parents n’appellent pas la police. Le jeu est objet de polémiques quant à sa portée.

### Edumarket games
Le néologisme « Edumarket game » (jeu pédago-mercatique) a été créé en 2006 par les universitaires Julian Alvarez et Olivier Rampnoux, les créateurs d’un jeu sérieux nommé Technocity.
Edumarket game vient de l’anglais edu pour « éducation », de market « marché » et de game, « jeu ».
Les jeux pédago-mercatiques s’inscrivent donc dans ce registre des outils dédiés à la stratégie de communication en s’appuyant sur les ressorts du jeu vidéo, mais en intégrant également un aspect éducatif ou informatif.
Les jeux pédago-mercatiques permettent d’aborder notamment le registre des enjeux sociaux. Comme le jeu Food Force qui a été lancé par les Nations unies courant 2005, en libre accès sur le web, avec des localisations par pays (Italie, France, Pologne, Chine, Japon…) et dont la vocation est de sensibiliser les enfants aux missions humanitaires que mènent les Nations unies dans leurs combats quotidiens contre la famine.
Le jeu The Evolution of Trust s'inspire de la théorie des jeux et du dilemme du prisonnier et met en scène les conditions de la confiance dans l'interaction avec différents personnages obéissant à des comportements particuliers, et qui réagissent également aux actions du joueur,.

### Jeux d’entraînement et simulation
Ces jeux sérieux ont pour vocation soit :
- de permettre à l’utilisateur de s’entraîner à exécuter une tâche ou une manœuvre donnée ;
- d’étudier un phénomène s’inspirant du réel qui a été reproduit dans un environnement virtuel.

Certains jeux sont créés par des militaires, à des fins de recrutement, d’entraînement… D'autres par des professionnels du BTP pour accompagner l'apprentissage à la conduite d'engins.
Il existe également des jeux interactifs qui sont des outils d’aide à l’emploi, permettant par exemple à un directeur de préparer un entretien ou une réunion avec ses employés, ou encore à un employé de simuler une reconversion professionnelle.
Des banques et des sociétés d'assurance mettent au point des jeux sérieux pour entraîner leur personnel à communiquer avec leur clientèle, des industriels développent le même genre d'outils pour entraîner leurs commerciaux à négocier avec leurs fournisseurs. Les gros comptes utilisent aussi des jeux sérieux pour faire connaître les différents métiers aux jeunes diplômés qu'ils souhaitent recruter.

### Recherche scientifique
Des jeux ont été conçus pour faire participer la communauté de joueurs à la recherche scientifique en leur faisant résoudre à travers une interface ludique des problèmes difficiles à traiter de façon algorithmique :
- Foldit pour le repliement des protéines ;
- Phylo pour l'alignement multiple de séquences d'ADN.

Certains jeux peuvent avoir pour objectif la collecte de données :
- JeuxDeMots pour la construction collective d'un réseau lexico-sémantique pour le Traitement Automatique du Langage Naturel.

## Mode de diffusion des jeux sérieux
Souvent les Serious Games sont diffusés sous forme de logiciels gratuits (freewares). Cela s’explique entre autres par le fait que la stratégie de diffusion de ces Serious Games est basée sur le marketing viral. Souvent aussi, les budgets alloués à la réalisation des serious games sont peu élevés. La qualité des Serious Games est souvent loin de celle des jeux commerciaux à gros budget.
Actuellement, les budgets alloués à la réalisation des Serious Games s'échelonnent en moyenne entre 1 000 et 500 000 EUR. Il existe des productions plus importantes encore tels America's Army (7 Millions USD) et Pulse!! (10 Millions USD). Mais peu de titres atteignent de tels budgets à ce jour[Quand ?].

### #OpenSeriousGame
#OpenSeriousGame est un mouvement public qui se veut non propriétaire  visant à développer la transmission à l’aide des Serious Games (essentiellement physiques et présentiels) mis à libre disposition, dans la même philosophie que l’Open Source. Ce mouvement a contribué en France à diffuser la culture et l’appétence aux Serious Games, entre autres via des conférences et meetups.
Le mouvement est né en 2018 et a formalisé une méthode de transmission utilisant différents rôles , et invitant chacun à pouvoir transmettre. Le manifeste et le format a été repris sur plusieurs sites, entre autres du monde des méthodes agiles ,, et présenté publiquement à différentes occasions,
Les présentations, ateliers, ou jeux organisés sous format #OpenSeriousGame ont entre autres été organisés dans différents groupes meetup, conférences Agiles,,, à HEC Paris.

## Formations
Master Audiovisuel, Médias Interactifs Numériques, Jeux de l'Institut National Universitaire Jean-François Champollion
Master of Science in Learning and Teaching Technologies (MALTT) de l'Université de Genève, proposé par TECFA
Master Images, games et intelligent agents (IMAGINA) de l'Université de Montpellier
DU APLJ Apprendre Par Le Jeu de l'INSPE de Lille.